# Prihodnost Formule 1
Zdi se da gledalci govorijo o prihodnosti Formule 1 vsaj toliko, kot o trenutnem dogajanju. Glede prihodnosti Formule 1 vseskozi obstaja negotovost, pa tudi različni pogledi na to v katero smer bi morala Formule 1 iti.
Po sezoni 2000 je Formula 1 zašla v težke čase. Televizijska gledanost je padla, saj je kar nekaj gledalcev prenehalo gledati dirke. To je bilo v veliki meri povezano z veliko premočjo Ferrarija med sezonami 1999 in 2004, ko je Ferrari osvojil šest zaporednih konstruktorskih naslovov, Michael Schumacher pa pet dirkaških. Veliki finančni vložki avtomobilskih tovarn in sponzorjev so pogojeni z zanimivostjo športa za gledalce.
Drugi faktor so tudi elektronska pomagala, ki vse bolj zmanjšujejo vpliv dirkaškega talenta na dober rezultat. Pa tudi Minardi in Jordan sta se znašla v velikih finančnih težavah in moštvi sta morala biti prodani. Zaradi tega je bilo predlaganih več pravil, ki bi zmanjšala velike stroške moštev.
Glavne smernice novih sprememb pravil so povečanje varnosti, zmanjševanje stroškov in povečanje spektakularnosti dirkanja za gledalce.

## Spremembe predsezono 2007
- Čeprav je FIA načrtovala enega samega opremljevalca s pnevmatikami za sezono 2008, se je Michelin umaknil po sezoni 2006, tako da bo Bridgestone edini dobavitelj pnevmatik v sezoni 2007.
- Ne bo več tretjih dirkačev, ki so jih lahko imela moštva slabša ob petega mesta v konstruktorskem prvenstvu pretekle sezone.
- Razvoj motorja je zamrznjen od Velike nagrade Japonske 2006 in take motorje uporabljene bodo moštva uporabljala v sezonah 2007 in 2008.
- Vsi dirkalniki bodo imeli v cockpitu rdeče, modre in rumene luči, ki bodo dirkačem sporočale izobešene zastave na progi.
- Dirkalniki bodo imeli nameščeno posebno varnostno luč, ki bo povezana s sistemom FIE za zgodnje ugotavljanje resnosti nesreče.
- Petkova prosta treninga bosta iz ene ure razširjena na uro in pol. Vsa moštva bodo lahko tam nastopala z dvema dirkalnikoma, ki ju lahko vozita redna dirkača ali tretji dirkač. Kazen za menjavo motorja ne bo veljala za petkove proste treninge.
- Ko pride na stezo varnostni avto, se bo vhod v bokse zaprl dokler se vsi dirkači ne zvrstijo za varnostnim avtomobilom. Dirkači zaostali za krog ali več, ki so pred vsaj enim dirkačem, ki vozi v istem krogu, bodo prehiteli dirkače pred seboj in varnostni avtomobil ter se priključili ostalim z zadnjega dela.

## Predlogi za prihodnost
- Zmanjšanje obsega testiranje
- Vpeljava standardne elektronske enote (ECU)
- Vrnitev le enega opremljevalca s pnevmatikami
- Standardni zavorni diski
- Vrnitev povsem gladkih gum (slicks)

## Predlogi za nove dirke
- Indija
- Mehika
- Kazahstan
- Maroko
- Južna Afrika
- Grčija
- dirkališče Suzuka Circuit, kot druga dirka na Japonskem
- Rusija
- Severna Koreja